# Eliane Nogueira
Eliane e Silva Nogueira Lima (Teresina, 3 de julho de 1949), mais conhecida como Eliane Nogueira, é uma empresária e política brasileira filiada ao Progressistas (PP), mãe do também político Ciro Nogueira, e viúva de Ciro Nogueira Lima. 

## Biografia
Assumiu o mandato de senadora pelo Piauí por ser suplente de seu filho, que se licenciou do cargo ao assumir a chefia da Casa Civil no governo do presidente Jair Bolsonaro.
Em 12 de novembro de 2024, foi anunciada secretária municipal de Cidadania, Assistência Social e Políticas Integradas pelo prefeito eleito de Teresina, Sílvio Mendes.